# Chrome (Album)
Chrome ist die erste EP der deutschen Cloudrapgruppe Dat Adam, welche aus den Rappern Daniel Tjarks, Ardian Bora sowie dem Musikproduzenten Marius Ley besteht. Sie erschien am 24. April 2015 auf dem bandeigenen Label Hydra Music und wurde fast ausschließlich, bis auf den Titel UFO, welcher von NOK from the Future produziert wurde, von Marius Ley produziert. Chrome stieg auf Platz 5 der deutschen Charts ein.

## Titelliste
| # | Titel        | Gastbeiträge        | Produzent           | Länge |
| - | ------------ | ------------------- | ------------------- | ----- |
| 1 | DFA          |                     | Marius Ley          | 5:10  |
| 2 | Session      |                     | Marius Ley          | 4:36  |
| 3 | 700 Main St. |                     | Marius Ley          | 4:03  |
| 4 | Missets      |                     | Marius Ley          | 3:00  |
| 5 | Forrest      |                     | Marius Ley          | 6:43  |
| 6 | UFO          | NOK from the Future | NOK from the Future | 3:26  |

Auf der auf 2.000 Stück limitierten CD-Edition gibt es außerdem eine Bonus-CD mit den Instrumentals und Acapellas der einzelnen Titel.

## Inhalt
Die Songtexte dienen hauptsächlich der Selbstrepräsentation sowie der Distanzierung von dem Mainstream-Musikgeschäft. Außerdem werden abstraktere Themen behandelt, so handelt UFO davon, dass sich die Band auf einem Planeten befindet.

## Kritiken
Das Album erhielt größtenteils positive Bewertungen, sowohl von Kritikern, als auch von Fans. So schrieb Melvin Klein im Broadmark-Magazin:
"Mit vielen Postings und einem steil verlaufenden Spannungsbogen haben DAT ADAM die Erwartungen auf ihre EP in die Höhe getrieben. Diese Erwartungen kann „Chrome“ auch erfüllen, denn viele Sounds sind innovativ und generell scheint sich das Künstlerkollektiv eine Menge Zeit genommen zu haben, um verschiedenste Effekte und Soundmöglichkeiten auszuprobieren. So kann es zwar manchmal dazu kommen, dass manche Stücke etwas überladen klingen, im Großen und Ganzen wirkt dieser Musikstil, der oft als „Cloudrap“ bezeichnet wird, allerdings erfrischend neu in Deutschland. Fraglich ist allerdings, warum die Stücke auf der EP so angeordnet wurden, wie sie nun vorzufinden sind."

## Chartplatzierungen und Singles
Die Chrome EP konnte sich auf dem 5. Platz der deutschen Albumcharts platzieren und blieb 4 Wochen in den Charts. In Österreich erreichte das Album sogar den ersten Platz und konnte sich 8 Wochen halten. Am längsten hielt sich das Album in den Charts der Schweiz, wo es bei 9 Wertungswochen Platz 3 erreichte.
Sämtliche Titel des Albums konnten in die österreichischen Charts einsteigen. Größere Erfolge des Albums waren die Titel Forrest und 700 Main St., diese Titel kamen in Österreich, Deutschland und der Schweiz in die Charts, Forrest in Österreich sogar in die Top 10. Der Titel UFO konnte sich ebenfalls in den deutschen Charts platzieren.